# Ляховіце
Ляховиці (пол. Lachowice) — село в Польщі, у гміні Стришава Суського повіту Малопольського воєводства.
Населення — 2093 особи (2011).

## Демографія
Демографічна структура станом на 31 березня 2011 року:
|          | Загалом | Допрацездатний вік | Працездатний вік | Постпрацездатний вік |
| -------- | ------- | ------------------ | ---------------- | -------------------- |
| Чоловіки | 1016    | 200                | 701              | 115                  |
| Жінки    | 1077    | 199                | 620              | 258                  |
| Разом    | 2093    | 399                | 1321             | 373                  |